# Alexa Guarachi
Alexa Guarachi Mathison, née le 17 novembre 1990 à Fort Walton Beach, est une joueuse de tennis américaine et chilienne, professionnelle depuis 2014.
Elle a remporté cinq titres en double dames sur le circuit WTA.

## Carrière
En 2018, elle remporte son premier titre WTA en double à Gstaad avec Desirae Krawczyk.
En 2020, elle est finaliste des Internationaux de France avec Krawczyk.

## Palmarès

### Titres en double dames
| No | Date       | Nom et lieu du tournoi                  | Catégorie | Dotation    | Surface      | Partenaire       | Finalistes                         | Score             |          |
| -- | ---------- | --------------------------------------- | --------- | ----------- | ------------ | ---------------- | ---------------------------------- | ----------------- | -------- |
| 1  | 16-07-2018 | Ladies Championship Gstaad              | Intern'l  | 226 750 $   | Terre (ext.) | Desirae Krawczyk | Lara Arruabarrena Timea Bacsinszky | 4-6, 6-4, [10-6]  | Parcours |
| 2  | 08-09-2020 | BNP Paribas Championship Istanbul       | Intern'l  | 225 500 $   | Terre (ext.) | Desirae Krawczyk | Ellen Perez Storm Sanders          | 6-1, 6-3          | Parcours |
| 3  | 22-02-2021 | Adelaide International Adélaïde         | WTA 500   | 535 530 $   | Dur (ext.)   | Desirae Krawczyk | Hayley Carter Luisa Stefani        | 6-74, 6-4, [10-3] | Parcours |
| 4  | 07-03-2021 | Tennis Championships Dubaï              | WTA 1000  | 1 845 490 $ | Dur (ext.)   | Darija Jurak     | Xu Yifan Yang Zhaoxuan             | 6-0, 6-3          | Parcours |
| 5  | 23-05-2021 | Internationaux de Strasbourg Strasbourg | WTA 250   | 235 238 $   | Terre (ext.) | Desirae Krawczyk | Makoto Ninomiya Yang Zhaoxuan      | 6-2, 6-3          | Parcours |

### Finales en double dames
| No | Date       | Nom et lieu du tournoi                         | Catégorie | Dotation     | Surface      | Vainqueures                     | Partenaire         | Score            |          |
| -- | ---------- | ---------------------------------------------- | --------- | ------------ | ------------ | ------------------------------- | ------------------ | ---------------- | -------- |
| 1  | 30-07-2018 | Citi Open Washington                           | Intern'l  | 226 750 $    | Dur (ext.)   | Han Xinyun Darija Jurak         | Erin Routliffe     | 6-3, 6-2         | Parcours |
| 2  | 22-04-2019 | BNP Paribas Cup Istanbul                       | Intern'l  | 226 750 $    | Terre (ext.) | Tímea Babos Kristina Mladenovic | Sabrina Santamaria | 6-1, 6-0         | Parcours |
| 3  | 16-09-2019 | International Open Guangzhou                   | Intern'l  | 226 750 $    | Dur (ext.)   | Peng Shuai Laura Siegemund      | Giuliana Olmos     | 6-2, 6-1         | Parcours |
| 4  | 14-10-2019 | BNP Paribas Open Luxembourg                    | Intern'l  | 226 750 $    | Dur (int.)   | Cori Gauff Catherine McNally    | Kaitlyn Christian  | 6-2, 6-2         | Tableau  |
| 5  | 10-02-2020 | St. Petersburg Ladies Trophy Saint-Pétersbourg | Premier   | 782 900 $    | Dur (int.)   | Shuko Aoyama Ena Shibahara      | Kaitlyn Christian  | 4-6, 6-0, [10-3] | Parcours |
| 6  | 27-09-2020 | Roland-Garros Paris                            | G. Chelem | 23 029 029 € | Terre (ext.) | Tímea Babos Kristina Mladenovic | Desirae Krawczyk   | 6-4, 7-5         | Parcours |
| 7  | 31-07-2023 | Mubadala Citi DC Open Washington               | WTA 500   | 780 637 $    | Dur (ext.)   | Laura Siegemund Vera Zvonareva  | Monica Niculescu   | 6-4, 6-4         | Parcours |

### Finales en double en WTA 125
| No | Date       | Nom et lieu du tournoi      | Catégorie | Dotation  | Surface      | Vainqueures                      | Partenaire     | Score             |          |
| -- | ---------- | --------------------------- | --------- | --------- | ------------ | -------------------------------- | -------------- | ----------------- | -------- |
| 1  | 08-07-2019 | Swedish Open Båstad         | WTA 125   | 115 000 $ | Terre (ext.) | Misaki Doi Natalia Vikhlyantseva | Danka Kovinić  | 7-5, 6-74, [10-7] | Parcours |
| 2  | 02-05-2023 | Catalonia Open WTA 125 Reus | WTA 125   | 115 000 $ | Terre (ext.) | Storm Hunter Ellen Perez         | Erin Routliffe | 6-1, 7-68         | Parcours |

## Parcours en Grand Chelem

### En double dames
| Année | Open d'Australie             | Open d'Australie              | Internationaux de France     | Internationaux de France | Wimbledon                    | Wimbledon                | US Open                      | US Open                       |
| ----- | ---------------------------- | ----------------------------- | ---------------------------- | ------------------------ | ---------------------------- | ------------------------ | ---------------------------- | ----------------------------- |
| 2018  | —                            | —                             | —                            | —                        | 1er tour (1/32) Routliffe    | Krejčíková Siniaková     | 1er tour (1/32) Lapko        | Gibbs Santamaria              |
| 2019  | 1er tour (1/32) Van Uytvanck | Sasnovich Townsend            | 1er tour (1/32) Zidanšek     | Cornet Martić            | 1er tour (1/32) Santamaria   | Krawczyk Olmos           | 1/8 de finale Pera           | Dolehide King                 |
| 2020  | 2e tour (1/16) K. Christian  | Chan H.-ch. Chan Y.-j.        | Finale D. Krawczyk           | T. Babos K. Mladenovic   | Annulé                       | Annulé                   | 1er tour (1/16) D. Krawczyk  | L. Siegemund V. Zvonareva     |
| 2021  | 1/8 de finale D. Krawczyk    | C. Gauff C. McNally           | 1er tour (1/32) D. Krawczyk  | M. Linette B. Pera       | 1er tour (1/32) D. Krawczyk  | B. Mattek-Sands S. Mirza | 1/2 finale D. Krawczyk       | S. Stosur Zhang S.            |
| 2022  | 1/8 de finale N. Melichar    | P. Martić S. Rogers           | 1er tour (1/32) A. Klepač    | U. Eikeri C. Harrison    | 1/4 de finale A. Klepač      | E. Mertens Zhang S.      | 1/8 de finale A. Klepač      | K. Flipkens S. Sorribes Tormo |
| 2023  | 2e tour (1/16) L. Chan       | A. Pavlyuchenkova E. Rybakina | 1er tour (1/32) E. Routliffe | D. Gálfi K. Piter        | 1er tour (1/32) E. Routliffe | I.-C. Begu A. Kalinina   | 1er tour (1/32) M. Niculescu | S. Chang A. Parks             |

N.B. : le nom de la partenaire se trouve sous le résultat ; le nom des ultimes adversaires se trouve à droite.

### En double mixte
| Année | Open d'Australie      | Open d'Australie  | Internationaux de France | Internationaux de France | Wimbledon                | Wimbledon       | US Open                    | US Open       |
| ----- | --------------------- | ----------------- | ------------------------ | ------------------------ | ------------------------ | --------------- | -------------------------- | ------------- |
| 2019  | —                     | —                 | —                        | —                        | 1er tour (1/32) Mies     | Williams Murray | —                          | —             |
|       |                       |                   |                          |                          |                          |                 |                            |               |
| 2021  | 1er tour (1/16) Venus | Rodionova Purcell | 1/4 de finale Skupski    | Schuurs Koolhof          | 2e tour (1/16) Martin    | Moore Fery      | —                          | —             |
| 2022  | 1/8 de finale Pütz    | Routliffe Venus   | 1er tour (1/16) Rojer    | Shibahara Koolhof        | 1er tour (1/16) Krajicek | Shibahara Rojer | 1er tour (1/16) Heliövaara | Pera Withrow  |
| 2023  | —                     | —                 | —                        | —                        | —                        | —               | 1er tour (1/16) Molteni    | Yifan Vliegen |

N.B. : le nom du partenaire se trouve sous le résultat ; le nom des ultimes adversaires se trouve à droite.

## Parcours aux Masters

### En double dames
| # | Date       | Nom de l'édition       | ($)       | Surface    | Résultat    | Partenaire       | Ultimes adversaires | Score |          |
| - | ---------- | ---------------------- | --------- | ---------- | ----------- | ---------------- | ------------------- | ----- | -------- |
| 1 | 10/11/2021 | WTA Finals Guadalajara | 5 000 000 | Dur (int.) | Round Robin | Desirae Krawczyk |                     |       | Parcours |

## Classements en fin de saison
| Année          | 2014 | 2015 | 2016 | 2017 | 2018 | 2019 | 2020 | 2021 | 2022 | 2023 |
| Rang en simple | 624  | 349  | –    | 373  | 479  | 886  | 976  | –    | –    | –    |
| Rang en double | 384  | 219  | –    | 151  | 78   | 58   | 26   | 13   | 42   | 69   |

Source : (en) Classements de Alexa Guarachi sur le site officiel de la Fédération internationale de tennis